# Ariadne adelpha
Ariadne adelpha är en fjärilsart som beskrevs av Felder 1861. Ariadne adelpha ingår i släktet Ariadne och familjen praktfjärilar. Inga underarter finns listade i Catalogue of Life.